# Кохання по-американськи
«Кохання по-американськи» (англ. Love American Style) — п'ята серія першого сезону американського телесеріалу «Декстер».

## Сюжет
Декстер оглядає закинуту лікарню, у якій був знайдений Тоні Туччі. Незабаром з'являється Дебра і зауважує, що вбивця обережний і не залишає на місці злочину ніяких доказів. 
Тим часом Рита приїжджає до готелю, у якому вона працює, і розмовляє з Еліною, покоївкою. Та розповідає, що її наречений повинен був нелегально приїхати з Куби цієї ночі, але так і не з'явився. «Койот» — чоловік, якого вона найняла для його перевезення, зажадав більше грошей, але у Еліни їх немає. Рита пропонує допомогти їй, вона каже, що її друг Декстер працює в поліції і щось вигадає. Незабаром вони зустрічаються, і Рита розповідає Декстерові про Еліну, а також просить допомогти їй. Він обіцяє, що спробує щось придумати. 
У поліцейському відділку Дебра сперечається з однією з повій, серед яких нещодавно працювала на вулиці. Дівчина хоче, щоб Дебра допомогла їй розібратися з її домовласником. До них підходить Доакс і сердито зауважує, що вона залишила недопалок на місці злочину. Пізніше він наказує Дебрі вирушити до лікарні і поговорити з Тоні Туччі. Тим часом Декстер дізнається, що «койоти» перевозять кубинців в Маямі, а пізніше вимагають багато грошей, які родина не може заплатити. Слід приводить його до Хорхе Кастільйо, власника кладовища розбитих автомашин, поруч з яким нікого немає, і де він може без особливих зусиль тримати людей. Декстер приходить на звалище, бачить будівлю, в якій Кастільйо міг тримати людей, але зараз вона порожня, і він повертається назад. У відділку його доганяє Енджел і запрошує випити, але Декстер відповідає, що сьогодні зайнятий. 
Тим часом на берег виносить тіло, і відпочиваючі знаходять його. За описом, труп схожий на Ернесто, нареченого Еліни, і Декстер каже Риті, що Еліна повинна буде приїхати до моргу на впізнання. Коли та приїжджає, Рита проводжає її, і Еліна пізнає тіло. Це дійсно Ернесто. Декстер стоїть у коридорі і спостерігає за ними. Тоні Туччі прокидається, і Дебра з Доаксом розпитують його. Він відповідає, що не бачив вбивцю, але чув його голос. Декстер збирається простежити за Хорхе Кастільйо і зібрати докази його провини, щоб потім вбити. Він приходить на звалище, розмовляє з Кастільйо про запчастини до машини, які шукає по всьому місту. Той рекомендує йому поїхати в автомагазин, і квапливо випроваджує Декстера за огорожу. 
Ввечері Декстер приходить до бару, де Енджел вже встиг добряче напитися, та так, що не в змозі дістатися до будинку. Декстер везе його до Ніни, відчиняє двері будинку і кладе на диван. У цей момент в кімнаті з'являється Ніна і каже, що Енджел більше тут не живе, і Декстер може його забирати куди завгодно. Так як везти його більше нема куди, Декстер відвозить Енджела до себе додому, і вранці той прокидається з головним болем і підходить до кондиціонера, за яким Декстер ховає коробку зі скельцями. Вночі Декстер пробирається на пірс, де на березі стоїть човен Хорхе Кастільйо. У каюті він знаходить кілька стільникових телефонів, і один з номерів збігається з тим, за яким дзвонила Еліна. Пізніше йому на очі потрапляє люк у трюм, і коли Декстер його відчиняє, виявляє всередині кілька мертвих тіл, які плавають у воді. Кастільйо топив їх у трюмі, а пізніше викидав в океан. 
У цей момент до пірсу приїжджає Кастільйо, але Декстер встигає вибратися з човна і сховатися за ящиками і сіткою. У лікарні Дебра і Доакс допитують Тоні, зав'язавши йому очі. Той згадує, що вбивця їв м'ятні льодяники від кашлю і часто прочищав горло. Дебра повертається в будівлю, оглядає щурячі гнізда і знаходить в одному з них обгортку від льодяника. Аналіз показує, що на ній залишився частковий відбиток пальця і, можливо, зразок ДНК. Декстер притягує Хорхе Кастільйо на його звалище і збирається вбити його, але в цей час приїжджає його дружина, і Декстер розуміє, що вони працювали разом. Він відловлює і її, затягує в фургон і перед тим, як убити, цікавиться, як їм вдається любити одне одного. 
Дебра погоджується допомогти повії з її домовласником, а поки що привозить її в лікарню до Тоні. Декстер знищує всі докази на звалищі і складає трупи в багажник, не помічаючи, як з одного багажника за ним спостерігає чиєсь пильне око. Поізніше він звільняє людей, замкнених у фургоні, ті розбігаються, а він відвозить трупи на човні в море і викидає їх у воду. Пізніше, прийшовши до Рити на вечерю, Декстер запитує, чи є у неї якась мрія. Вона відповідає, що хоче лише одного — простого нормального життя.